# Ravenna Creek
Der Ravenna Creek ist ein Bach in den Stadtvierteln Ravenna und Roosevelt in Seattle im US-Bundesstaat Washington, dessen oberirdische Länge von etwa 3.500 ft (ca. 1.100 m) vollständig in den Parks Ravenna und Cowen liegt.
Der Ravenna Creek wurde genutzt, um den Abfluss des Green Lake in die Union Bay des Lake Washington zu ermöglichen, doch die urbane Entwicklung und die Absenkung der Seespiegel beider Seen (1911 bzw. 1916) führte zu einem Verschwinden Gewässerbetts zwischen dem Green Lake und dem Cowen Park sowie zwischen dem Ravenna Park und der Union Bay. Die heutige Quelle des Ravenna Creek ist ein Feuchtgebiet im Nordwesten des Cowen Park an der NE 62nd Street und der Brooklyn Avenue NE. Er wird auch von Quellen im Ravenna Park gespeist und fließt dort mit einem zweiten Gewässer zusammen, das nahe der Kreuzung NE 65th Street/ 23rd Avenue NE entspringt. Bis 2006 endete der Bach an einem Abwasser-Trennsystem, wo das Wegenetz des Parkes sich zu einem Fußball-Feld öffnet.
Ein Renaturierungsprojekt zur Offenlegung des verrohrten Bachs wurde im Mai 2006 abgeschlossen, welches den Bach vom Abwasser-Trennsystem abgrenzte und sein Bett um 650 ft (ca. 200 m) bis zum Südostende des Ravenna Park verlängerte, wo er in einer Pipeline mündet. Diese Pipeline, die südwärts an der 25th Avenue NE bis zum Viadukt an der NE 45th Street führt, ergießt sich in die Union Bay Natural Area und verbindet damit den Ravenna Creek mit dem Lake Washington.
2008 überfluteten mehr als 30.000 m³ (8.000.000 gal) Abwasser bei einem durch nahegelegene Arbeiten des King County Utility Department verursachten Unfall den Bach.

## Galerie

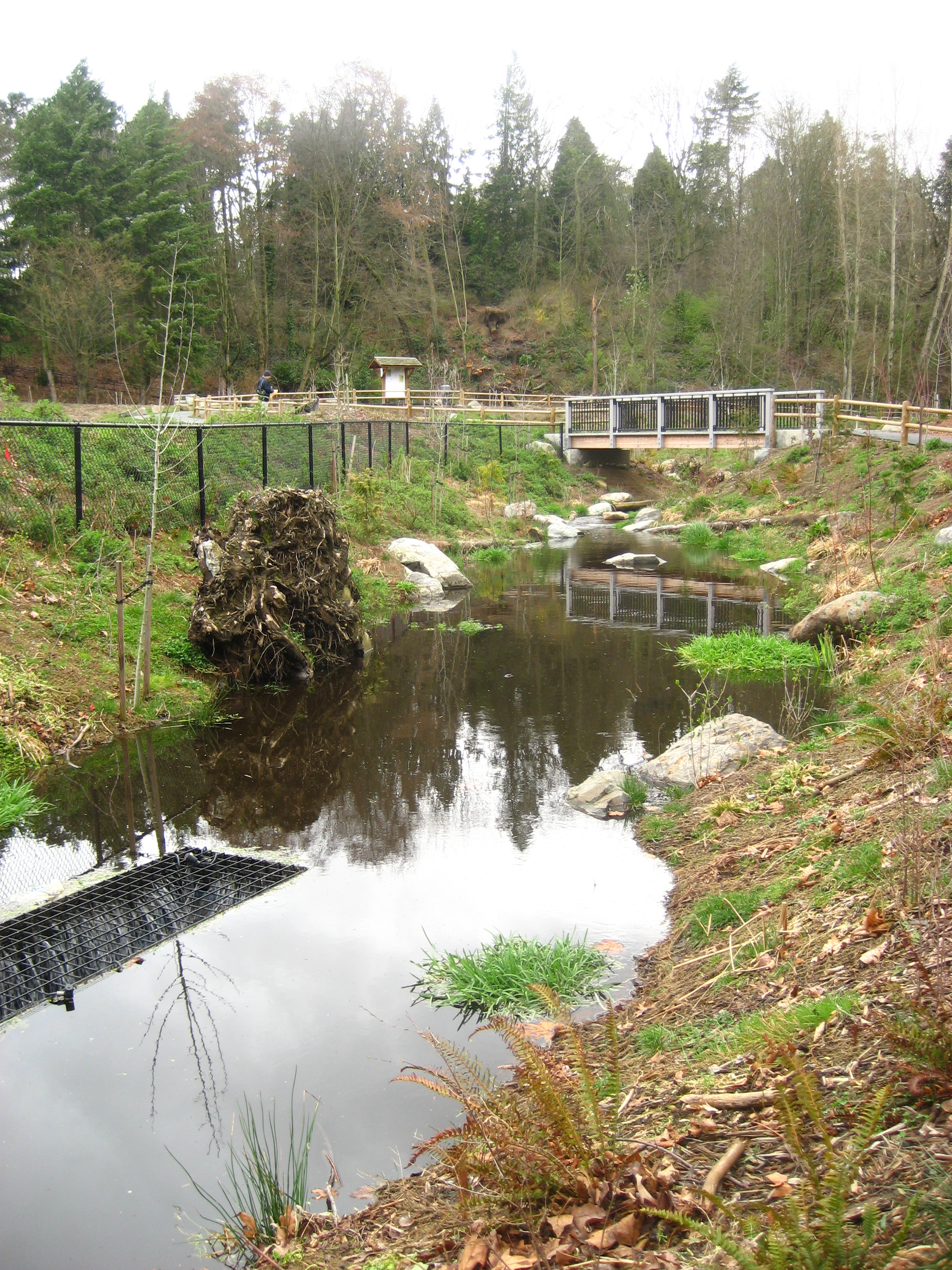
Der auf Erholungsflächen ans Licht gebrachte Bach (Frühjahr 2007)
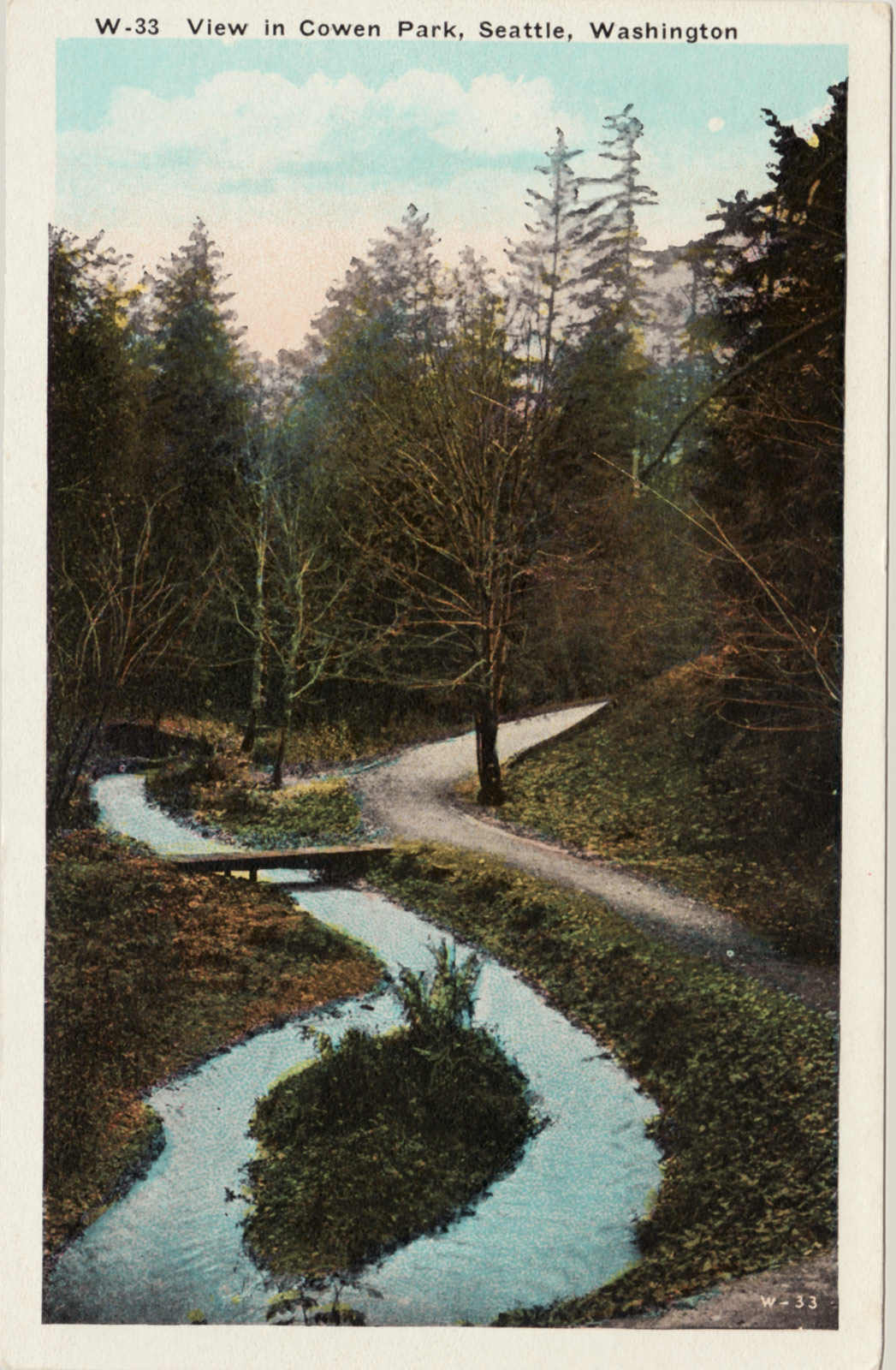
Ravenna Creek (1909)
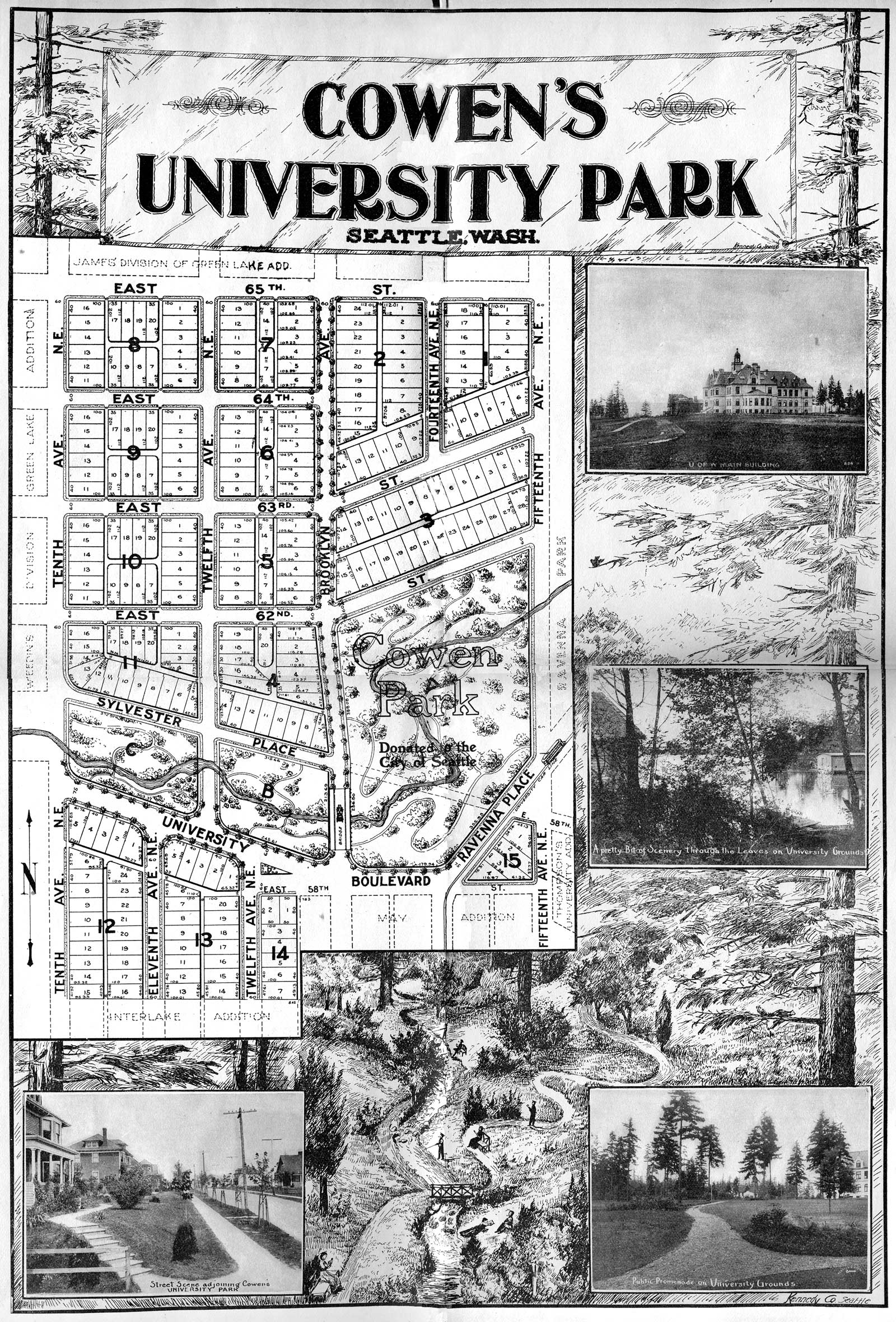
Die Karte der Cowen's University Park Addition zeigt den ursprünglichen Bachverlauf